# Eventi sportivi nel 2016
Maggiori eventi sportivi del 2016 a livello internazionale, ordinati per disciplina.

## Atletica leggera
- Campionati del mondo master di atletica leggera 2016,  Perth
- IAAF Diamond League 2016
- IAAF World Challenge 2016
- IAAF Indoor Permit Meetings 2016
- Campionati asiatici di atletica leggera indoor 2016
- Campionati africani di corsa campestre 2016
- Campionati oceaniani di atletica leggera 2016
- Coppa dei Campioni per club di atletica leggera 2016
- Coppa dei Campioni juniores per club di atletica leggera 2016
- 17 - 20 marzo: Campionati del mondo di atletica leggera indoor 2016,  Portland
- 26 marzo: Campionati del mondo di mezza maratona 2016,  Cardiff
- 7 - 8 maggio: Campionati del mondo a squadre di marcia 2016,  Roma
- 10 - 16 giugno: Campionati europei di atletica leggera paralimpica 2016,  Grosseto
- 22 - 26 giugno: Campionati africani di atletica leggera 2016,  Durban
- 6 - 10 luglio: Campionati europei di atletica leggera 2016,  Amsterdam
- 14 - 17 luglio: Campionati europei allievi di atletica leggera 2016,  Tbilisi
- 19 - 24 luglio: Campionati del mondo under 20 di atletica leggera 2016,  Bydgoszcz
- 11 settembre: Campionati del mondo di corsa in montagna 2016,  Sapareva Banya
- 11 dicembre: Campionati europei di corsa campestre 2016,  Chia

## Baseball
- Coppa del Mondo di baseball femminile 2016,  Pusan
- Campionato mondiale di baseball Under-15 2016,  Giappone
- Campionato mondiale di baseball Under-21 2016,  Messico
- Serie del Caribe 2016
- Asia Series 2016
- European Champions Cup 2016
- 9 - 18 settembre: Campionato europeo di baseball 2016,  Hoofddorp

## Beach soccer
- Euro Beach Soccer League 2016

## Beach volley
- Campionati europei di beach volley 2016

## Biathlon
- 29 novembre 2015 - 20 marzo 2016: Coppa del Mondo di biathlon 2016
- 3 - 13 marzo: Campionati mondiali di biathlon 2016,  Norvegia Oslo

## Bob
- 27 novembre 2015 - 28 febbraio: Coppa del Mondo di bob 2016
- 22 - 23 gennaio: Campionati mondiali juniores di bob 2016,  Winterberg
- 6 - 7 febbraio: Campionati europei di bob 2016,  Sankt Moritz
- 12 - 21 febbraio: Campionati mondiali di bob 2016,  Igls

## Calcio
- Campionato sudamericano femminile Under 17 di calcio 2016,  Argentina
- Algarve Cup 2016,  Portogallo
- Cyprus Cup 2016,  Cipro
- Coppa Libertadores 2016
- Coppa Sudamericana 2016
- Recopa Sudamericana 2016
- Coppa Suruga Bank 2016
- 4 agosto 2015 - 27 aprile 2016: CONCACAF Champions League 2015-2016
- 11 agosto 2015 - 5 novembre 2016: Coppa dell'AFC 2016
- 3 settembre 2015 - 26 marzo 2016: Torneo Quattro Nazioni Under-20 2015-2016
- 27 novembre 2015 - 27 marzo 2016: Campionato africano femminile Under 17 di calcio 2015-2016
- 12 - 30 gennaio: Coppa d'Asia AFC Under-23 2016,  Qatar
- 13 - 23 gennaio: Campionato oceaniano femminile Under 17 di calcio 2016,  Isole Cook
- 16 gennaio - 7 febbraio: Campionato delle Nazioni Africane 2016,  Ruanda
- 26 gennaio - 23 aprile: OFC Champions League 2016
- 27 gennaio - 26 novembre: AFC Champions League 2016
- 12 febbraio - 23 ottobre: CAF Champions League 2016
- 12 febbraio - 6 novembre: Coppa della Confederazione CAF 2016
- 14 febbraio: Supercoppa CAF 2016,  Lubumbashi
- 3 - 13 marzo: Campionato nordamericano femminile Under 17 di calcio 2016,  Grenada
- 18 aprile: Finale della UEFA Youth League 2015-2016,  Nyon
- 5 - 21 maggio: Campionato europeo di calcio Under-17 2016,  Azerbaigian
- 4 - 16 maggio: Campionato europeo femminile Under 17 di calcio 2016,  Bielorussia
- 18 maggio: Finale UEFA Europa League 2015-2016,  Basilea
- 26 maggio: Finale UEFA Women's Champions League 2015-2016,  Reggio nell'Emilia
- 28 maggio: Finale UEFA Champions League 2015-2016,  Milano
- 28 maggio - 6 giugno: Coppa del mondo ConIFA 2016,  Abcasia
- 28 maggio - 12 giugno: Coppa delle nazioni oceaniane 2016,  Papua Nuova Guinea
- 3 - 26 giugno: Copa América Centenario,  Stati Uniti
- 10 giugno - 10 luglio: Campionato europeo di calcio 2016,  Francia
- 11 - 24 luglio: Campionato europeo di calcio Under-19 2016,  Germania
- 19 - 31 luglio: Campionato europeo femminile Under 19 di calcio 2016,  Slovacchia
- 9 agosto: Supercoppa UEFA 2016,  Trondheim
- 30 settembre - 21 ottobre: Campionato mondiale femminile Under 17 di calcio 2016,  Giordania
- 13 - 30 ottobre: Campionato asiatico di calcio Under-19 2016,  Bahrein
- 13 novembre - 3 dicembre: Campionato mondiale femminile Under 20 di calcio 2016,  Papua Nuova Guinea
- 19 novembre - 3 dicembre: Campionato africano femminile di calcio 2016,  Camerun
- 8 - 18 dicembre: Coppa del mondo per club FIFA 2016,  Giappone

## Calcio a 5 (FIFA)
- Grand Prix de Futsal 2016,  Brasile
- Coppa del mondo per club FIFA 2016
- AFC Futsal Club Championship 2016
- 25 agosto 2015 - aprile 2016: Coppa UEFA 2015-2016
- 2 - 13 febbraio: UEFA Futsal Championship 2016,  Serbia
- 6 - 14 febbraio: OFC Futsal Championship 2016,  Papeete
- 10 - 21 febbraio: AFC Futsal Championship 2016,  Uzbekistan
- 15 - 24 aprile: Coppa delle Nazioni Africane 2016,  Sudafrica
- maggio: CONCACAF Futsal Championship 2016,  Costa Rica
- 10 settembre - 2 ottobre: FIFA Futsal World Cup 2016,  Colombia

## Canottaggio
- 21 - 28 agosto: Campionati del mondo di canottaggio 2016,  Rotterdam

## Ciclismo
- Milano-Sanremo 2016
- Giro delle Fiandre 2016
- Parigi-Roubaix 2016
- Liegi-Bastogne-Liegi 2016
- Giro di Lombardia 2016
- Tour Down Under 2016
- Paris-Nice 2016
- Tirreno-Adriatico 2016
- Volta Ciclista a Catalunya 2016
- Vuelta al País Vasco 2016
- Tour de Romandie 2016
- Critérium du Dauphiné 2016
- Tour de Suisse 2016
- Tour de Pologne 2016
- Eneco Tour 2016
- E3 Harelbeke 2016
- Gand-Wevelgem 2016
- Amstel Gold Race 2016
- Freccia Vallone 2016
- Clásica San Sebastián 2016
- Vattenfall Cyclassics 2016
- Grand Prix de Ouest-France 2016
- Grand Prix Cycliste de Québec 2016
- Grand Prix Cycliste de Montréal 2016
- 2 - 6 marzo: Campionati del mondo di ciclismo su pista 2016,  Londra
- 6 - 29 maggio: Giro d'Italia 2016
- 2 - 24 luglio: Tour de France 2016
- 20 agosto - 11 settembre 2016: Vuelta a España 2016
- 9 - 16 ottobre 2016: Campionati del mondo di ciclismo su strada 2016,  Doha

## Cricket
- 8 marzo - 3 aprile: Coppa del Mondo T20 maschile di cricket 2016,  India

## Curling
- Campionati europei di curling 2016,  Braehead
- Campionati mondiali junior di curling 2016,  Erzurum
- Campionati mondiali di curling doppio misto 2016,  Karlstad
- Campionati mondiali senior di curling 2016,  Karlstad
- Campionati europei misti di curling 2016
- 2 - 10 aprile: Campionati mondiali di curling 2016,  Basilea

## Flag football
- Campionato mondiale di flag football 2016 (maschile e femminile),  Bahamas
- 18 - 19 giugno: Champions Bowl 2016,  Copenaghen

## Football americano
- Qualificazioni al campionato mondiale di football americano Under-19 2016
- 7 febbraio: Super Bowl 50, Santa Clara,  Stati Uniti
- 2 - 11 giugno: Campionato mondiale universitario di football americano 2016, Monterrey,  Messico
- 29 giugno - 10 luglio: Campionato mondiale di football americano Under-19 2016, Harbin,  Cina
- 2 - 18 settembre: Qualificazioni al campionato europeo di football americano 2018 - Tornei,  Lignano Sabbiadoro e  Londra

## Futsal AMF
- Campionato Europeo UEFS 2016

## Ginnastica artistica
- 25 - 29 maggio: XXXII Campionati europei di ginnastica artistica maschile,  Berna
- 1° - 5 giugno: XXXI Campionati europei di ginnastica artistica femminile,  Berna

## Ginnastica ritmica
- 17 - 19 giugno: Campionati europei di ginnastica ritmica 2016,  Holon

## Golf
- 30 settembre - 2 ottobre: Ryder Cup 2016,  Chaska

## Hockey su ghiaccio
- settembre 2015 - marzo 2016: Elite Women's Hockey League 2015-2016
- 2 ottobre 2015 - 10 gennaio 2016: IIHF Continental Cup 2015-2016
- 9 febbraio: Finale di Champions Hockey League 2015-2016

## Hockey su pista
- 1º maggio: Finale di Coppa CERS 2015-2016
- 15 maggio: Finale di CERH European League 2015-2016

## Hockey su slittino
- 29 marzo - 2 aprile: Campionato panpacifico di hockey su slittino 2016, a Buffalo, USA
- 5 - 10 aprile: Campionato europeo di hockey su slittino 2016, ad Östersund, Svezia

## Nuoto
- 9 - 22 maggio: Campionati europei di nuoto 2016,  Londra
- 6 - 10 luglio: Campionati europei giovanili di nuoto 2016,  Hódmezővásárhely
- 26 agosto - 30 ottobre: Coppa del Mondo di nuoto 2016
- 16 - 23 ottobre: Campionati africani di nuoto 2016,  Bloemfontein
- 6 - 11 dicembre: Campionati mondiali di nuoto in vasca corta 2016,  Windsor

## Pallacanestro
- Campionato mondiale maschile di pallacanestro Under-17 2016,  Spagna
- FIBA AfroBasket Under-18 2016
- FIBA AfroBasket Women Under-18 2016
- Campionati americani femminili di pallacanestro Under-18 2016
- Campionati americani maschili di pallacanestro Under-18 2016
- Campionato centramericano femminile di pallacanestro 2016
- Campionato europeo femminile di pallacanestro Under-16 2016
- Campionato europeo maschile di pallacanestro Under-16 2016
- Campionato europeo femminile di pallacanestro Under-18 2016
- Campionato europeo maschile di pallacanestro Under-18 2016
- Campionato asiatico femminile di pallacanestro Under-18 2016
- Campionato asiatico maschile di pallacanestro Under-18 2016
- FIBA Asia Cup 2016
- Albert Schweitzer Tournament 2016,  Mannheim
- Torneo Acropolis 2016,  Atene
- 13 ottobre 2015 - 27 aprile 2016: Eurocup 2015-2016
- 14 ottobre 2015 - 17 aprile 2016: EuroLeague Women 2015-2016
- 15 ottobre 2015 - 15 maggio 2016: Euroleague Basketball 2015-2016
- 21 ottobre 2015 - 1º maggio 2016: FIBA Europe Cup 2015-2016
- 28 ottobre 2015 - 13 aprile 2016: EuroCup Women 2015-2016
- 17 - 18 giugno: Trentino Basket Cup 2016,  Trento
- 19 - 25 giugno: Campionato centramericano maschile di pallacanestro 2016,  Panama
- 22 giugno - 2 luglio: Campionato mondiale femminile di pallacanestro Under-17 2016,  Spagna
- 26 giugno - 2 luglio: Campionato sudamericano maschile di pallacanestro 2016,  Caracas
- 28 giugno - 3 luglio: Campionato europeo FIBA dei piccoli stati 2016,  Moldavia
- 9 - 17 luglio: Campionato europeo femminile di pallacanestro Under-20 2016,  Matosinhos
- 16 -24 luglio: Campionato europeo maschile di pallacanestro Under-20 2016,  Helsinki

## Pallamano
- Campionato asiatico maschile di pallamano 2016,  Manama
- 17 - 31 gennaio: Campionato europeo maschile di pallamano 2016,  Polonia

## Pallanuoto
- 4 settembre 2015 - 4 giugno 2016: LEN Champions League 2015-2016
- 30 settembre 2015 - 30 aprile 2016: LEN Euro Cup 2015-2016
- 10 - 23 gennaio: Campionato europeo di pallanuoto 2016 (maschile),  Belgrado
- 10 - 22 gennaio: Campionato europeo di pallanuoto 2016 (femminile),  Belgrado

## Pallavolo
- 24 ottobre 2015 - 3 aprile 2016: Challenge Cup di pallavolo maschile 2015-2016
- 27 ottobre 2015 - 2 aprile 2016: Coppa CEV di pallavolo femminile 2015-2016
- 27 ottobre 2015 - 10 aprile 2016: CEV Champions League di pallavolo femminile 2015-2016
- 3 novembre 2015 - 2 aprile 2016: Coppa CEV di pallavolo maschile 2015-2016
- 3 novembre 2015 - 17 aprile 2016: CEV Champions League di pallavolo maschile 2015-2016
- 10 novembre 2015 - 3 aprile 2016: Challenge Cup di pallavolo femminile 2015-2016
- 3 giugno - 10 luglio 2016: World Grand Prix 2016
- 16 giugno - 17 luglio 2016: World League di pallavolo 2016

## Pattinaggio di figura
- 25 - 31 gennaio: Campionati europei di pattinaggio di figura 2016,  Bratislava
- 16 - 21 febbraio: Campionati dei Quattro continenti di pattinaggio di figura 2016,  Taipei
- 28 marzo - 3 aprile: Campionati mondiali di pattinaggio di figura 2016,  Boston

## Pugilato
- 19 - 27 maggio: Campionati mondiali di pugilato dilettanti femminile 2016,  Astana
- 14 - 24 novembre: Campionati europei di pugilato dilettanti femminili 2016,  Sofia

## Roller derby
- 18 - 24 luglio: Campionato mondiale di roller derby maschile 2016,  Calgary

## Rugby a 15
- Africa Cup 2016
- CAR Trophy 2016
- CAR Development 2016
- Asia Rugby Championship 2016
- Campionato sudamericano di rugby 2016
- The Rugby Championship 2016
- IRB Pacific Nations Cup 2016
- Nations Cup 2016
- Tbilisi Cup 2016
- 7 febbraio 2015 - 19 marzo 2016: Campionato europeo per nazioni di rugby 2014-2016
- 12 novembre 2015 - 14 maggio 2016: European Rugby Challenge Cup 2015-2016
- 12 novembre 2015 - 14 maggio 2016: European Rugby Champions Cup 2015-2016
- 5 febbraio - 20 marzo: Sei Nazioni femminile 2016
- 6 febbraio - 19 marzo: Sei Nazioni 2016

## Scacchi
- Campionato del mondo di scacchi 2016

## Scherma
- 26 - 27 aprile: Campionato mondiale di scherma 2016,  Rio de Janeiro
- 20 - 25 giugno: Campionato europeo di scherma 2016,  Toruń

## Sci
- 22 agosto 2015 - 20 marzo 2016: Coppa del Mondo di snowboard 2016
- 23 agosto 2015 - 19 marzo 2016: Coppa del Mondo di freestyle 2016
- 24 ottobre 2015 - 20 marzo 2016: Coppa del Mondo di sci alpino 2016
- 21 novembre 2015 - 20 marzo 2016: Coppa del Mondo di salto con gli sci 2016
- 24 novembre 2015 - 21 marzo 2016: Nor-Am Cup 2016
- 25 novembre - 22 marzo: Coppa Europa di sci alpino 2016
- 27 novembre 2015 - 12 marzo 2016: Coppa del Mondo di sci di fondo 2016
- 5 dicembre 2015 - 28 febbraio 2016: Coppa del Mondo di combinata nordica 2016
- 14 - 17 gennaio: Campionati mondiali di volo con gli sci 2016,  Tauplitz
- 25 febbraio - 5 marzo: Campionati mondiali juniores di sci alpino 2016,  Russia

## Slittino
- 19 novembre 2015 - 23 gennaio: Coppa del Mondo juniores di slittino 2016
- 28 novembre 2015 - 21 febbraio: Coppa del Mondo di slittino 2016
- 11 dicembre 2015 - 21 febbraio: Coppa del Mondo di slittino su pista naturale 2016
- 18 - 19 dicembre 2015[1]: Campionati pacifico-americani di slittino 2016,  Calgary
- 6 - 7 gennaio: Campionati mondiali juniores di slittino 2016,  Winterberg
- 29 - 31 gennaio: Campionati mondiali di slittino 2016,  Schönau am Königssee
- 13 - 14 febbraio: Campionati europei di slittino 2016,  Altenberg

## Skeleton
- 27 novembre 2015 - 27 febbraio: Coppa del Mondo di skeleton 2016
- 23 gennaio: Campionati mondiali juniores di skeleton 2016,  Winterberg
- 5 febbraio: Campionati europei di skeleton 2016,  Sankt Moritz
- 14 - 20 febbraio: Campionati mondiali di skeleton 2016,  Igls

## Sport motoristici
- 2 - 16 gennaio: Rally Dakar 2016,  Argentina e  Bolivia
- 22 gennaio - 20 novembre: Campionato del mondo rally 2016
- 20 marzo - 13 novembre 2016: Motomondiale 2016
- 20 marzo - 27 novembre: Campionato mondiale di Formula 1 2016
- 3 aprile - 25 novembre: WTCC 2016
- 17 aprile- 16 novembre: Campionato del Mondo Endurance FIA 2016
- 29 maggio: 500 Miglia di Indianapolis 2016,  Stati Uniti
- 18 - 19 giugno: 24 Ore di Le Mans 2016,  Francia (gara valida per il mondiale endurance)
- 26 giugno: Pikes Peak 2016,  Stati Uniti

## Trampolino elastico
- 31 marzo - 3 aprile: Campionati europei di trampolino elastico 2016,  Valladolid

## Manifestazioni multisportive
- XX Jeux des îles,  Curzola
- Eurogames 2016,  Helsinki
- X Games invernali 2016,  Aspen
- X Games estivi 2016,  Austin
- World Mind Sports Games 2016,  Rio de Janeiro
- 12 - 21 febbraio: II Giochi olimpici giovanili invernali,  Lillehammer
- 5 - 21 agosto: Giochi della XXXI Olimpiade,  Rio de Janeiro
- 7 - 18 settembre: XV Giochi paralimpici estivi,  Rio de Janeiro
- 24 settembre - 3 ottobre: V Asian beach games,  Đà Nẵng